# Afro Stefanini
Afro Stefanini (Cabrália Paulista, 2 de janeiro de 1923 — Cuiabá, 25 de maio de 2008) foi um servidor público e político brasileiro, outrora deputado federal por Mato Grosso.

## Biografia
Filho de Nelo Stefanini e Augusta Boldrim Stefanini. Chegou ao Mato Grosso antes da divisão do estado no Governo Ernesto Geisel e a criação de Mato Grosso do Sul em 1977, motivo pelo qual viveu em Campo Grande antes de fixar residência em Rondonópolis. Agente fiscal de tributos estaduais (exator), foi eleito deputado estadual pela ARENA em 1966, 1970 e 1974 e deputado federal em 1978. Com a restauração do pluripartidarismo ingressou no PDS em 1980 e nesse mesmo ano foi nomeado chefe da Casa Civil pelo governador Frederico Campos e em janeiro de 1983 tornou-se conselheiro do Tribunal de Contas do Estado de Mato Grosso, corte que chegou a presidir e da qual se aposentou ao completar 70 anos.
Pai de Mary Carmem Stefanini, Amélia Augusta Stefanini, Indajaia George Stefanini, Iraima Gerusa Stefanini Matos, Glaucia Bianca Stefanini, Sandro Marcos Stefanini e Afro Stefanini II.